# Carbogenesi

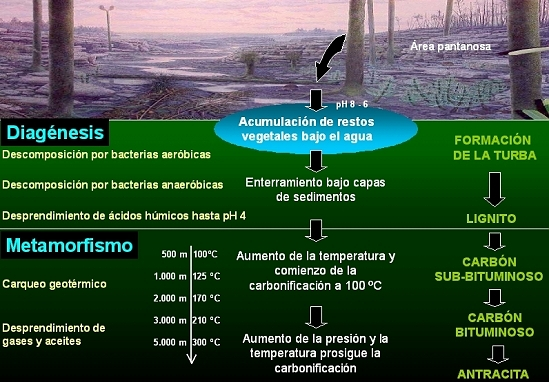

La carbogenesi (o carbonificazione) è il processo che porta ad una graduale perdita di ossigeno, azoto ed idrogeno (con conseguente aumento del tenore di carbonio) dai tessuti vegetali (ad esempio legno), che vengono sottratti in seguito al contatto con l'aria oppure, se tali tessuti vegetali sono sottoposti ad elevate pressioni, ad aumento di temperatura o all'azione di funghi e batteri.

## Caratteristiche
La carbonificazione è la causa delle alterazioni che portano alla formazione di combustibili solidi naturali, che si distinguono (in ordine crescente di alterazione subita, ovvero di contenuto in carbonio) in:
- torba
- lignite
- litantrace
- antracite
- grafite

### Grafite
Se la carbonificazione risulta molto spinta si avrà una eliminazione completa delle sostanze aggiuntive, con la formazione di grafite che è carbonio allo stato puro.
La grafite però non trova impiego come combustibile.
| Controllo di autorità | Thesaurus BNCF 32298 · LCCN (EN) sh85020141 · BNF (FR) cb11979244n (data) · J9U (EN, HE) 987007283483505171 |